# Limnophila madida
Limnophila madida är en tvåvingeart som beskrevs av Alexander 1928. Limnophila madida ingår i släktet Limnophila och familjen småharkrankar. Inga underarter finns listade i Catalogue of Life.